# Моле Антонелиана
Мòле Антонелиàна (на италиански: Mole Antonelliana, букв. „Антонелианова монументална сграда“) е монументална сграда в северноиталианския град Торино, разположена в историческия център, символ на града и един от символите на Италия. Името й  произлиза от внушителната й височина, 167,5 метра, докато прилагателното му произлиза от архитекта, който я е замислил – Алесандро Антонели.
Изграждането на Моле Антонелиана започва през 1863 г., когато Торино е все още столица на младото Кралство Италия, и завършва през 1889 г., в разгара на Бел епок – годината, в която е открита и Айфеловата кула. Дълго време тя държи титлата на най-високата зидана сграда в света, до 1908 г., впечатлявайки дори Фридрих Ницше, който я определя като „може би най-блестящото архитектурно творение, създавано някога“. През XX век претърпява мащабна реконструкция, при която са добавени стоманобетонни и стоманени конструкции, променяйки първоначалния ѝ статут на изцяло зидана постройка.
Дълги години Моле Антонелиана е доминирала градския силует на Торино като най-високата сграда. Днес обаче тя отстъпва първенството на два съвременни небостъргача – небостъргача на регион Пиемонт и този на Интеза Санпаоло. Въпреки това историческото и културното ѝ значение остават непроменени. От 2000 г. в нея се помещава Националният музей на киното.

## История

### 1863 – 1869 г.: от 47 до 70 метра
След приемането на Албертиновия устав през 1848 г. официално е призната свободата на вероизповеданието за религии, различни от католицизма. В този контекст еврейската общност в Торино закупува парцел в района, известен тогава като Контрада дел Канон д'Оро (днешната улица „Монтебело“), с намерението да построи нов храм, към който да бъде прилежащо и училище. Първоначалният архитектурен план от 1862 г. предвижда сграда с височина едва 47 метра, като разрешението за строеж е официално издадено през март 1863 г.
Макар че Алесандро Антонели демонстрира изключително майсторство при изграждането на елегантния пронаос и квадратния купол, неговият избор за архитект постепенно се оказва непрактичен за еврейската общност. В процеса на работа той предлага значителни модификации, сред които увеличаване на височината на сградата до 113 метра – много над първоначалните 47 метра, предвидени единствено за купола. Това води до удължаване на строителния процес и увеличаване на разходите, което поставя общността в трудно финансово положение. В крайна сметка, през 1869 г., поради недостатъчни средства, проектът е завършен с временен плосък покрив на приблизителна височина от 70 метра.
Още от самото си изграждане, Моле Антонелиана се сблъсква със значителни структурни предизвикателства, произтичащи от сравнително малката основа, която трябва да поддържа внушителната ѝ височина и тежест. Местоположението на сградата – на улица „Монтебело“ – допълнително усложнява строителния процес, тъй като теренът е нестабилен. Причината за това е, че на същото място преди това се е намирал древен бастион от градските стени, който е бил разрушен по заповед на Наполеон Бонапарт в началото на XIX век. Самият Антонели, в разгара на работата, трябва да измисли интелигентна система от анкерни компоненти, железни пръти и преплитане на тухлени дъги. На практика това е значително структурно укрепване, получено с технически мерки, предназначени да имат незначително въздействие върху конструкцията.
През 1873 г. еврейската общност, обезпокоена от нарастващите разходи и техническите усложнения, решава да размени сградата с община Торино. В замяна тя получава парцел в квартал „Сан Салварио“, където по-късно е изградена настоящата синагога. Общината поема финансирането за завършването на Моле Антонелиана – сумата възлиза на приблизително 40 000 лири по онова време – и посвещава сградата на краля на Италия Виктор Емануил II. Съществува и друга версия на събитията, според която община Торино придобива сградата още по време на строителството, считайки я за толкова значима, че решава да я използва като градски музей.

### 1873 – 1884 г.: от 70 до 90 метра (Темпието)
През 1873 г. Антонели отново се заема със завършването на проекта, като въвежда редица модификации по време на строителството. Сред най-забележителните добавки е „Темпието“ – неокласическа двуетажна колонада с квадратна основа, която хармонично следва стилистичните линии на основния пронаос.
Общото италианско изложение от 1884 г. е значимо събитие за Торино, а завършването на Моле Антонелиана е сред амбициите на градската администрация по това време. Въпреки че строителните работи все още са в ход, посетителите имат възможност да наблюдават напредъка благодарение на балона с горещ въздух „Луис Годар“, който предлага панорамни пътувания от площад „Виторио Венето“ срещу едва 5 лири. За съжаление същият балон, наречен „Итало“, е унищожен от мълния на 27 април 1884 г., макар че инцидентът се е случил на земята и без жертви.
Темпието е окончателно завършен в началото на 1885 г., като по този начин осигурява основата за изграждането на шпила, достигайки приблизителна височина от 90 метра. Особеното му архитектурно оформление включва 360-градусов панорамен балкон, който предоставя на посетителите невероятна гледка към Торино. Дори от по-ниските етажи хората могат да се насладят на забележителния градски пейзаж, който се разкрива от тази височина.

### 1885 – 1887 г.: от 90 до 113 метра (Фенерът)
В съответствие с първоначалната си концепция, Антонели решава да завърши Моле Антонелиана с изострен връх, съчетаващ архитектурни елементи от Неоготика и Неокласика – стилово напомнящ върха на базиликата „Сан Гауденцио“ в Новара, една от предишните му значими творби. След 90 метра той се отклонява от квадратната форма, създавайки гранитна колонада с кръгла основа, известна като „Фенер“ (Лантерна), поставена върху основа с пресечен конус. Това техническо решение не само добавя естетическа изтънченост, но и осигурява структурна стабилност, позволявайки на сградата да достигне планираната височина от 113 метра в края на 1885 г. 
Антонели проявява забележителна изобретателност, проектирайки шпила на Моле Антонелиана, който се издига около 50 метра над Фенера. Тази част от конструкцията има осмоъгълна секция и е оформена с десет кръгли тераси. Първите две все още запазват колонади, но нагоре размерът на терасите постепенно намалява. Достъпът до тях се осигурява чрез тясно зигзагообразно стълбище. 
Строителството на шпила започва през 1886 г., но земетресението от 23 февруари 1887 г., макар и с малка интензивност, води до забавяне на всички текущи строителни дейности. Това събитие разкрива допълнителни структурни проблеми, които налагат поредица от непрекъснати модификации. По време на последния етап от изграждането се прилагат инженерни решения, които позволяват на терена да завърши процеса на консолидация под натоварване, гарантирайки устойчивостта на впечатляващата конструкция.

### 1889 г.: завършване на кулата и Крилатия гений: 167,35 метра
Антонели остава напълно отдаден на строителството на Моле Антонелиана до края на живота си през октомври 1888 г. Едно от най-емблематичните изображения, свързани с него, е примитивният асансьор, задвижван от макара, който му позволява да се издига на десетки метри височина въпреки напредналата си възраст. Почти 90-годишният архитект продължава лично да инспектира строителните работи, а този необичаен начин на придвижване се превръща в легенда.
През февруари 1889 г., само няколко месеца преди смъртта си, Антонели обмисля завършването на кулата с петолъчка – един от символите на Италия. Впоследствие обаче решава вместо това да постави статуя, изобразяваща „Крилат гений“ – емблематичен символ на Савойската династия. Дизайнът на статуята е поверен на скулптора Фумагали. Самият „Гений“ е изработен от релефна и позлатена мед, тежи около 300 кг и държи копие в едната ръка и палмова клонка в другата. Първоначално е било планирано на главата му да бъде монтиран електрически светлинен глобус, но впоследствие е избрано по-дискретно решение – малка петолъчна звезда, прикрепена към прът. Така  статуята достига обща височина от 5,46 метра.
След кончината на Антонели, завършването на кулата е поето от неговия син Костанцо и ученика му Крешентино Казели. В този период те работят паралелно и върху консолидирането на камбанарията на църквата „Санто Стефано“ във Венеция. Шпилът на Моле Антонелиана е завършен в началото на 1889 г., достигайки височина от 161,90 метра. С окончателното монтиране на статуята „Крилат гений“ на 10 април същата година сградата достига внушителните 167,35 метра – безпрецедентна височина за зидана конструкция както в Европа, така и в света по онова време. Именно това величие ѝ придава прозвището „Моле“ (от итал. mole, „монументална сграда“). На 10 април 1889 г. се провежда тържествена церемония по откриването и сградата става достъпна за обществеността. Любопитен детайл е, че много жители на Торино погрешно идентифицират статуята на върха като ангел, вместо символичния „Крилат гений“ на Савойската династия. 
Моле Антонелиана, официално открита на 10 април 1889 г., дълго време държи титлата на най-високата зидана конструкция в света. Тя влиза в своеобразна „конкуренция“ с Айфеловата кула, която е открита едва десет дни преди това, на 31 март същата година и остава най-високата сграда в света до 1930 г., когато Крайслер Билдинг в Ню Йорк я надминава.

### 11 август 1904 г.: Срутване на Крилатия гений
На 11 август 1904 г. буря, придружена от мълния, събаря статуята на „Крилатия гений“ от върха на Моле Антонелиана. Изумително е, че въпреки внушителното си тегло от около 300 кг, статуята не пада напълно, а остава балансирана на една от терасите по-долу. Днес тя се съхранява вътре в сградата, но любопитното е, че хората все още я бъркат с ангел, въпреки историческите корени на нейния символизъм.

### 1906 г.: петолъчка (167,35 метра)
В началото на 1906 г. на главата на „Крилатия гений“ е поставена петолъчка,  подобна по форма на оригиналната, изработена от мед и с диаметър около 4 метра. Проектът е дело на инженера Ернесто Джоти, който по онова време ръководи благоустройствените дейности на община Торино. С тази промяна Моле Антонелиана възвръща височината си от 167,35 метра. 
През периода 1905–1908 г. архитект Анибале Риготи работи върху интериора на сградата, добавяйки нови декоративни елементи. Освен това, Моле Антонелиана става една от първите сгради, осветени през нощта – по това време със система от газени лампи.
На 18 октомври 1908 г. сградата придобива нова функция, ставайки седалище на Музея на Италианското Рисорджименто.
От 1931 г. започва мащабно укрепване на Моле Антонелиана с внедряването на масивни стоманобетонни армировки, проектирани от инженерите Поцо, Гиберти и Албенга. Тези конструктивни промени са необходими за безопасното поддържане на целия свод и сградата като цяло. Новата конструкция покриваше в по-голямата си част оригиналната тухлена стена и различните декорации.
След като Музеят на Рисорджименто е преместен в Палацо Кариняно през 1938 г., Моле Антонелиана започва да се използва основно за временни изложби. По време на Втората световна война сградата като по чудо остава невредима, въпреки разрушителните бомбардировки над Торино. Особено тежки са ударите на 6 декември 1942 г., когато много военни цели на близката улица „Верди“ са засегнати, а Театро ди Торино, намиращ се отсреща, е напълно унищожен – по онова време там се помещава Аудиториумът на EIAR.

### 23 май 1953 г.: Счупване на шпила
На 23 май 1953 г., в 19:25 ч., мощна буря, вероятно вихрушка, причинява откъртването на 47 метра от кулата на Моле Антонелиана. Срутилата се част пада в малката градина под централата на RAI, а част от шпила дори охлузва прозореца на стая на последния етаж, където по това време се намира известният водещ Пиеро Анджела. Освен това балконът на кабинета на говорителката Вера Ларсимонт е частично разрушен, но за щастие никой не пострадва.
Разрушеният шпил на Моле Антонелиана може да се види в края на началните надписи на филма на Микеланджело Антониони „Le amiche“ (1955). След този инцидент титлата за най-високата зидана конструкция в Европа преминава към камбанарията на Улм в Германия (161,53 метра), а титлата за най-високата зидана сграда в света – към кметството на Филаделфия (162,85 метра). Това се дължи и на решението шпилът повече да не бъде възстановен със зидария, а със стоманобетон, което променя оригиналната инженерна структура на сградата.

### От 1953 до днес (167,5 метра)

#### Реставрация на шпила и монтаж на асансьор
Реконструкцията на кулата на Моле Антонелиана протича сравнително бързо между 1955 и 1960 г., но този път структурата вече не е изградена изцяло от зидария. Вместо това, скелетът е оформен с метална рамка, покрита с камък, като кръглите тераси са допълнително подсилени. Това инженерно решение връща височината на сградата до почти 165 метра, но все още без звезда. Впоследствие звездата е възстановена, макар и малко по-ниска от оригиналната. Новата версия има диаметър от 2,4 метра, като този път не е петолъчна, а триизмерна – с 12 върха, монтирана върху метален прът с дължина около 1 метър. Всички реконструкционни дейности, включително изработката на звездата, са ръководени от инженер Джузепе Перотино, в сътрудничество с компанията SNOS в Савиляно, между май и ноември 1960 г.
За да бъде по-устойчива от предишната, новата звезда е подсилена, като е изработена от стоманено-алуминиева метална сплав. Няколко години по-късно към нея е добавена малка електрическа мълниезащитна система, осигуряваща допълнителна защита срещу природните стихии.
Шпилът е завършен в края на 1960 г., а откриването се очаква на 31 януари 1961 г., което съвпада с честванията на Стогодишнината от обединението на Италия. Новият проект за нощно осветление е създаден от инженера. Гуидо Киарели, включително позиционирането, което все още съществува, на две червени светлини от всяка страна, в горната част, разположени точно под звездата.
През 1964 г. е проектиран и построен първият туристически асансьор, за да стигне до Темпието, от който можеш да се насладиш на панорамна гледка към четирите основни посоки. От съображения за безопасност достъпът до тясното зигзагообразно стълбище, водещо до кулата, е затворен и няколко десетилетия по-късно на балкона на Темпието са монтирани защитни решетки, за да се предотвратят злополуки или заплахи за самоубийство.

#### Създаването на Националния музей на киното
По време на последващите консолидационни работи е взето решение за укрепване на интериора чрез масивни бетонни арки. Макар че това структурно подобрение гарантира стабилността на сградата, то променя значително вътрешния ѝ облик, създавайки усещане за клаустрофобия.
Първият вътрешен асансьор е изграден през 1964 г., но през 1987 г., когато приключва мащабният ремонт на сградата, е въведена втора система, която остава в експлоатация до 1996 г. След тази година, с преустройството на Моле Антонелиана като постоянен музей, започва нов етап от историята на сградата.
Настоящият асансьор, управляван от GTT, функционира от 2000 г. и предлага подобрено изживяване за посетителите. Със своите напълно прозрачни странични стени от безопасно стъкло, той позволява впечатляващ поглед към вътрешността на кулата. Издига се с помощта на четири стоманени кабела, които се плъзгат по водачи, елиминирайки всякакви трептения по време на изкачването. Кабината достига Темпието за около 1 минута, движейки се със скорост от 1,5 m/s (5,4 км/ч), предоставяйки на посетителите забележителна гледка към Торино.
След четиригодишно затваряне (1996–2000 г.) за мащабно обновяване, включващо модернизация на асансьора и премахване на част от бетонните подпорни арки, Моле Антонелиана придобива нова роля. Тя става постоянен дом на Националния музей на киното – културна институция, която предлага завладяващо изследване на историята на кинематографичното изкуство. Днес музеят съхранява богата колекция от експонати, включително предкинематографски оптични машини, магически фенери и оригинални части от филмови декори на първите италиански и чуждестранни продукции.

#### Последни години
От 1998 г. насам, в рамките на обновяването на външното осветление и началото на инициативата Luci d'Artista, южната фасада на Моле Антонелиана е украсена с художествената инсталация Il volo dei numeri от Марио Мерц. Това произведение представлява визуално изобразяване на началните стойности от математическата серия на Фибоначи, които сякаш се издигат към небето.
През 2011 г., в чест на 150-годишнината от обединението на Италия, върху Моле Антонелиана е поставен осветен италиански трикольор. Дизайнът, състоящ се от три асиметрични зелено-бяло-червени квадрата, непосредствено над Темпието, е дело на Итало Лупи, Ико Мильоре и Мара Сервето. Инсталацията символично подчертава историческото значение на сградата като национален символ. Трикольорът е тържествено осветен от президента на Италианската република Джорджо Наполитано от Рим за официалното откриване на празненствата. След като украсява фасадата на сградата в продължение на две години, инсталацията е премахната през 2013 г. 
През последните години Моле Антонелиана е спорадично осветявана с дисплеи или със светлини, проектирани в различни цветове, в зависимост от повода на събитие, инициатива или годишнина. Например през 2016 г. общинската администрация, след петиция, реши да осветява сградата в червено-гранатов цвят вечерта на 4 май всяка година, за да почете жертвите на Гранде Торино в самолетната катастрофа в Суперга (1949 г.).
През 2020 г., след пандемията от COVID-19, тя е осветена с италианския трикольор по време на периода на локдауна от 31 март до 4 май.

## Описание
Формата на Моле Антонелиана наистина е уникална и се дължи на смелите еклектични архитектурни решения, характерни за стила на Алесандро Антонели. Масивната долна част, изградена изцяло от зидария, започва с квадратна основа със страна от 50 метра – по-голяма от останалите надстроени модули, което придава на сградата внушителност и стабилност.
Входът на Моле Антонелиана на улица „Монтебело“ 20 е архитектурно впечатляващ, подчертан от хексастилен пронаос, който се издига на около 30 метра. Колоните му, изработени от гранит Бавено, следват изчистените линии на неокласическия стил. Строгостта на основата е балансирана чрез редуването на колони и полуколони, като тази геометрична ритмичност се темперира от големите стъклени повърхности в горния регистър. Покривът на пронаоса, с височина около 10 метра, се отличава с извити склонове, които се повтарят симетрично от четирите страни, оформяйки четириъгълен купол. Върхът му плавно се свързва с централния модул на сградата, разделен на два регистъра.
В долния регистър се намира лоджия с двадесет колони от всяка страна, която добавя усещане за простор и архитектурна ритмика. Горният регистър, със своите полукръгли стъклени прозорци, придава на фасадата допълнителен визуален интерес. И двата регистъра включват удивителни струнни рамки, които подчертават сложността и еклектичния характер на цялостния дизайн.
Отгоре, на височина от 40 до 80 метра, се издига големият купол с квадратна основа, характеризиращ се с удължен свод, с изпъкнали стени в самоносеща зидария. Той образува нещо като черупка, съставена от необичайно тънки периметърни стени, само 12 см дебелина, разделени една от друга с разстояние от приблизително 2 метра.
Около средата на цялата сграда гореспоменатият купол е увенчан от друга структура, висока около 20 метра, наречена „Темпието“, която повтаря основната тема на колонадата. До тази част на сградата може да се стигне с асансьор без фиксирани водачи (т.е. заменени от дебели стоманени кабели, които действат като водачи), разположен точно в центъра на големия атриум отдолу, давайки на посетителите 360-градусов вътрешен изглед към купола. Все още с квадратна форма, Темпието се поддържа от два хексастилни ордера от всяка страна и е разположен на два етажа, но на туристите е разрешен достъп само до долния.
Над Темпието се издига дългият шпил, състоящ се от основата си, наречена „Лантерна“ (Фенер), висок 18 метра и диаметър 15 метра, този път с кръгла основа, също оборудван с малка тераса в горния регистър. Над Лантерна-та, на височина 113 метра, се издига върхът на осмоъгълния шпил, вдъхновен от неоготическата архитектура. Тази последна част, днес недостъпна за туристи, се състои от десет кръгли тераси, чиито размери постепенно намаляват: първата, с 8 колони, е тази, която действа като покрив на Лантерна-та, от който започва друга подобна колонада, малко по-малка, която завършва с втората тераса. Още по-нагоре, серия от 5 по-малки тераси, този път в метал, с диаметър от 10 до 7 метра, след това последна серия от 3, в стоманобетон, с диаметър от 6 до 4,5 метра. И накрая, 12-лъчевата звезда на върха има диаметър от 2,4 метра, като по този начин достига обща височина от 167,5 метра за цялата сграда.
Сградата често се оценява като странен опит за баланс между неокласическите и неоготическите форми, смесени с технологичните иновации на времето. Самият Антонели вече е експериментирал с използването на желязо, използвайки целия му структурен потенциал, без обаче да пренебрегва традиционния архитектурен език. Шпилът по-късно е подсилен със стомана след катастрофалната буря от 1953 г.

## Културно влияние
- Символ на Торино, и Моле Антонелиана е включена в завладяващия контекст на мистериозните паметници на магическия град, заради странната си форма между удължена пагода и пирамида, като опорна точка на езотерични енергии, или просто заради странната си история и превратностите, които съпътстват изграждането й.
- Фридрих Ницше се възхищава доста на сградата, свързвайки я с фигурата на Заратустра, и пише: „Преди това съм вървял пред Моле Антонелиана, може би най-гениалното произведение на архитектурата, създавано някога – колкото и да е странно, то няма име – в резултат на абсолютен тласък във висините: нищо не напомня повече за моя Заратустра. Кръстих го Ecce homo и в този дух поставих едно огромно свободно пространство около него."[15]
- Голяма част от филма на Давиде Ферарио Dopo mezzanotte е заснет в Моле Антонелиана, в който филм тя е символично действащо лице.
- Рисунка на Моле Антонелиана се появява в надписите на игралния филм на Хаяо Миядзаки Порко Росо.
- Пощенска картичка, изобразяваща силуета на град Торино и следователно Моле Антонелиана, се появява в първите сцени на филма Turistas (2006) на Джон Стокуел.
- С въвеждането на еврото през 2002 г. Италианският държавен монетен двор, вместо крепостта Кастел дел Монте в Пулия, по погрешка изсича на обратна страна на около стотина монети от 1 цент Моле Антонелиана (която е трябвало да бъде отпечатана върху монетите от 2 цента). Всяка от тези погрешни монети е оценена от нумизмати на повече от 2500 евро.[16]
- Самата сграда е представена на логото на ХХ Зимни олимпийски игри от 2006 г., което показва стилизирания силует на Моле Антонелиана с бели и сини ледени кристали, сняг и небе, образуващи мрежа, символ на олимпийския дух; друг символ, по-класически и по-малко стилизиран, е проектиран преди това от Джорджето Джуджаро като лого на кандидатурата на Торино.
- По случай Зимните олимпийски игри през 2006 г. е изсечена възпоменателна монета от 2 евро с Моле Антонелиана, която се появява на обратната страна, и е издадена марка от 0,62 евро с нейното изображение.[17]
- Нощна снимка на Моле Антонелиана се нарежда на шесто място в световната класация на международния фотографски конкурс Wiki Loves Monuments, издание от 2022 г.[18]

## Галерия с изображения
| - Сградата, видяна от пл. „ Статуто“ - Странична фасада на сградата - Проект на инженера. Гуидо Киарели за осветлението на Моле Антонелиана, 1961 г. - Моле Антонелиана, украсена за 150-годишнината от обединението на Италия - Моле Антонелиана, гледана от улицата отдолу - Полетът на числата от Марио Мерц – постоянна инсталация на инициативата Luci d'Artista - Моле Антонелиана, осветена за 50-та годишнина от мисията Аполо XI - Моле Антонелиана свети в червено за Стефановден през 2019 г - Моле Антонелиана, гледана от моста Изабела - Нощна снимка на Моле Антонелиана за конкурса Wiki Loves Monuments, 2022 г. - Сградата с Алпите на заден план |